# Austin Strand
Austin Strand, född 17 februari 1997, är en kanadensisk professionell ishockeyback som är kontrakterad till Buffalo Sabres i National Hockey League (NHL) och spelar för Rochester Americans i American Hockey League (AHL).
Han har tidigare spelat för Los Angeles Kings och Anaheim Ducks i NHL; Ontario Reign och San Diego Gulls i AHL; Manchester Monarchs i ECHL samt Red Deer Rebels och Seattle Thunderbirds i Western Hockey League (WHL).
Strand blev aldrig draftad i NHL Entry Draft.

## Statistik
| 2010–2011  | CNHA Blazers             |            | 27  | 3  | 10 | 13  | 34  | 3  | 0 | 0  | 0  | 6  |
| 2011–2012  | Calgary Northstar Sabres | AMBHL      | 33  | 5  | 15 | 20  | 78  | —  | — | —  | —  | —  |
| 2012–2013  | Calgary Northstars       | AMHL       | 32  | 1  | 7  | 8   | 34  | 2  | 0 | 0  | 0  | 8  |
| 2013–2014  | Calgary Northstars       | AMHL       | 35  | 6  | 8  | 14  | 56  | —  | — | —  | —  | —  |
| 2014–2015  | Red Deer Rebels          | WHL        | 54  | 4  | 9  | 13  | 44  | —  | — | —  | —  | —  |
| 2015–2016  | Red Deer Rebels          | WHL        | 71  | 2  | 11 | 13  | 49  | 17 | 2 | 1  | 3  | 13 |
| 2016–2017  | Red Deer Rebels          | WHL        | 38  | 1  | 14 | 15  | 12  | —  | — | —  | —  | —  |
|            | Seattle Thunderbirds     | WHL        | 36  | 8  | 9  | 17  | 62  | 20 | 4 | 10 | 14 | 34 |
| 2017–2018  | Seattle Thunderbirds     | WHL        | 69  | 25 | 39 | 64  | 75  | 5  | 1 | 2  | 3  | 10 |
| 2018–2019  | Ontario Reign            | AHL        | 43  | 7  | 11 | 18  | 30  | —  | — | —  | —  | —  |
|            | Manchester Monarchs      | ECHL       | 9   | 1  | 2  | 3   | 9   | —  | — | —  | —  | —  |
| 2019–2020  | Ontario Reign            | AHL        | 41  | 8  | 7  | 15  | 30  | —  | — | —  | —  | —  |
| 2020–2021  | Los Angeles Kings        | NHL        | 13  | 0  | 1  | 1   | 8   | —  | — | —  | —  | —  |
|            | Ontario Reign            | AHL        | 19  | 1  | 4  | 5   | 6   | —  | — | —  | —  | —  |
| 2021–2022  | Los Angeles Kings        | NHL        | 8   | 0  | 2  | 2   | 0   | —  | — | —  | —  | —  |
|            | Ontario Reign            | AHL        | 32  | 3  | 4  | 7   | 30  | —  | — | —  | —  | —  |
| 2022–2023  | Anaheim Ducks            | NHL        | 5   | 0  | 0  | 0   | 0   | —  | — | —  | —  | —  |
|            | San Diego Gulls          | AHL        | 46  | 2  | 6  | 8   | 33  | —  | — | —  | —  | —  |
|            | Rochester Americans      | AHL        | 9   | 0  | 1  | 1   | 15  | —  | — | —  | —  | —  |
| NHL totalt | NHL totalt               | NHL totalt | 26  | 0  | 3  | 3   | 10  | —  | — | —  | —  | —  |
| AHL totalt | AHL totalt               | AHL totalt | 190 | 21 | 33 | 54  | 144 | —  | — | —  | —  | —  |
| WHL totalt | WHL totalt               | WHL totalt | 268 | 40 | 82 | 122 | 242 | 42 | 7 | 13 | 20 | 57 |